# Biserica Sfântul Nicolae din Gherdeal

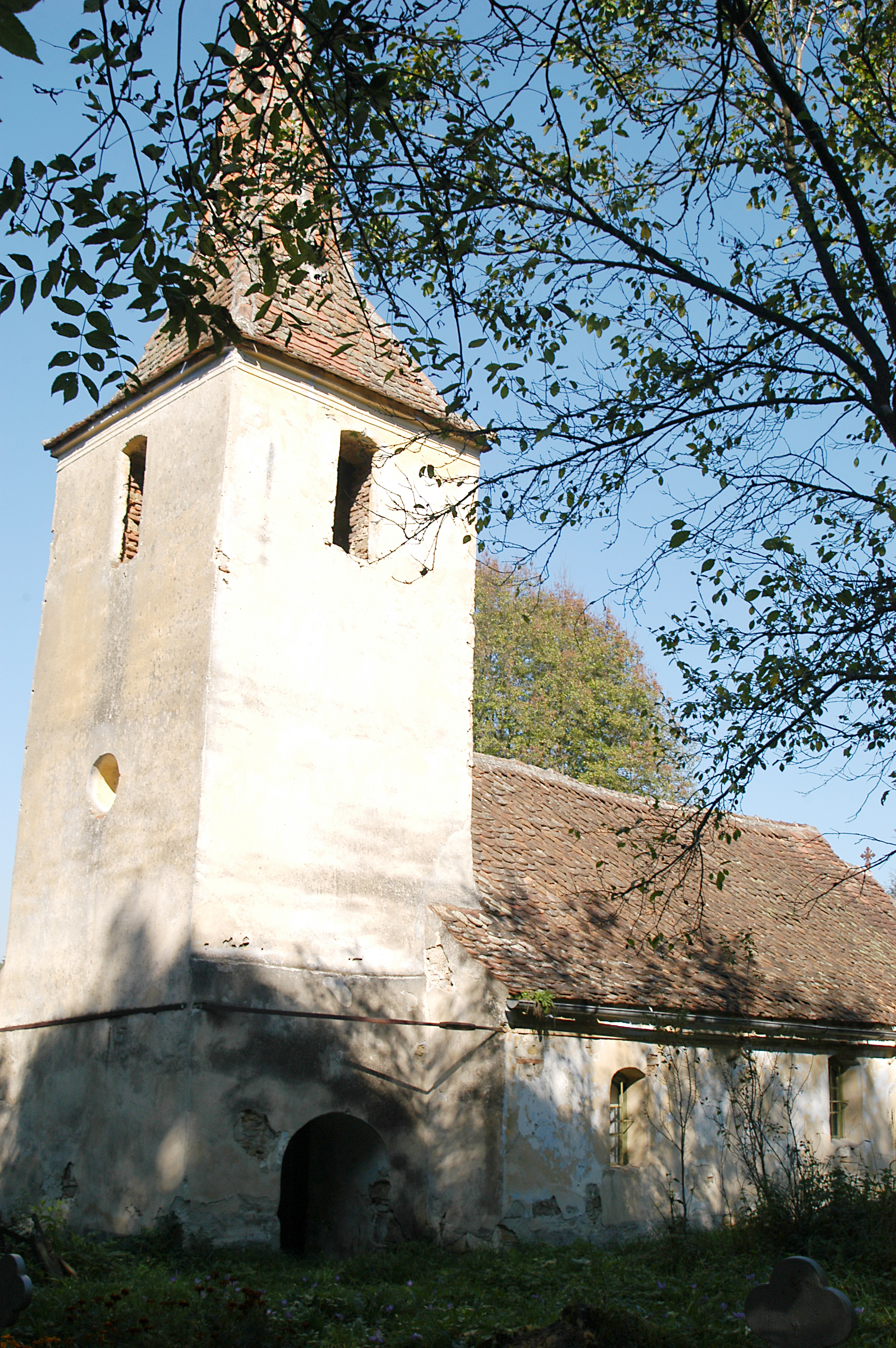
Biserica „Sfântul Ierarh Nicolae” din Gherdeal, comuna Bruiu, județul Sibiu, foto: octombrie 2006.

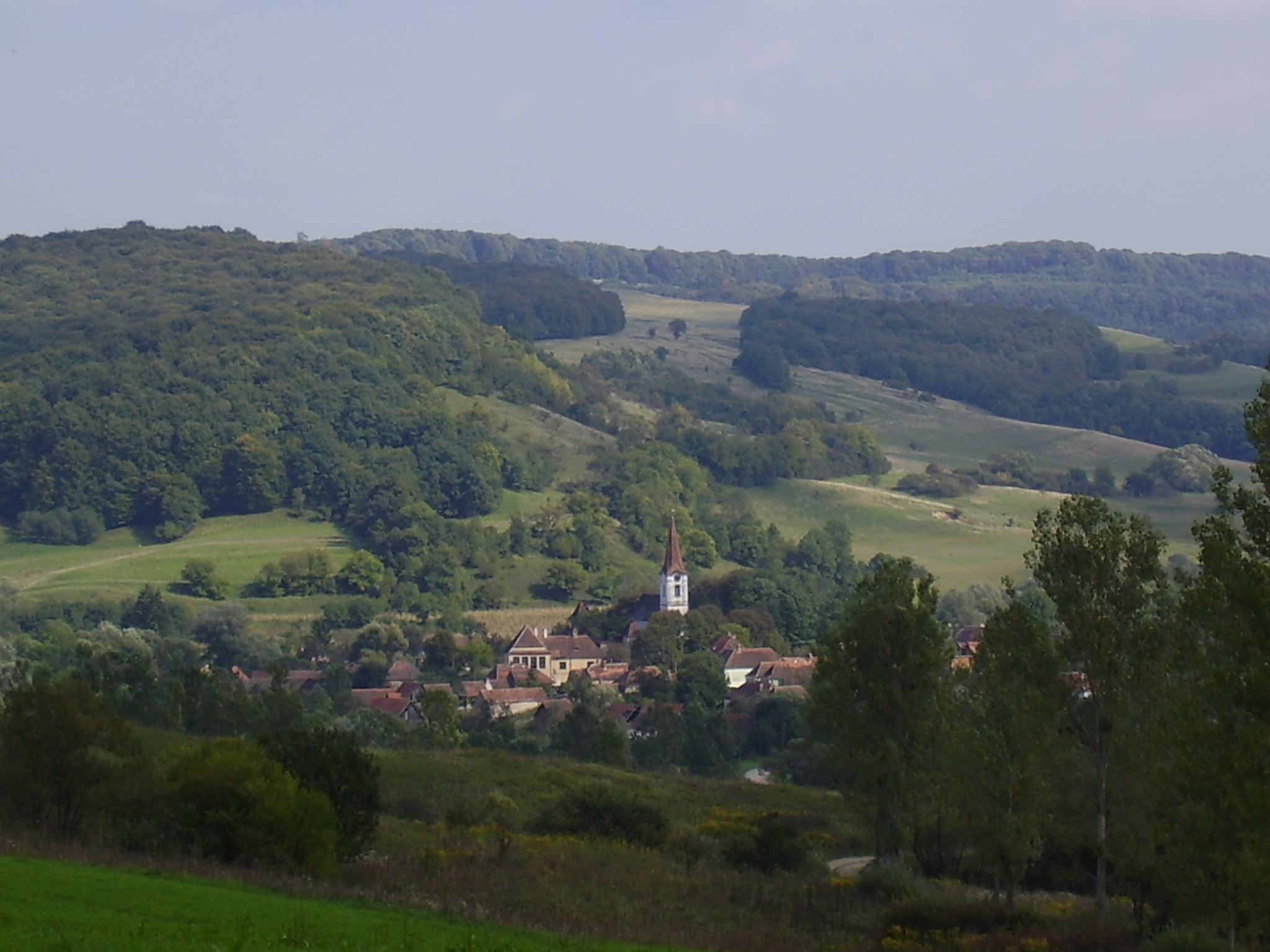
Gherdeal, județul Sibiu

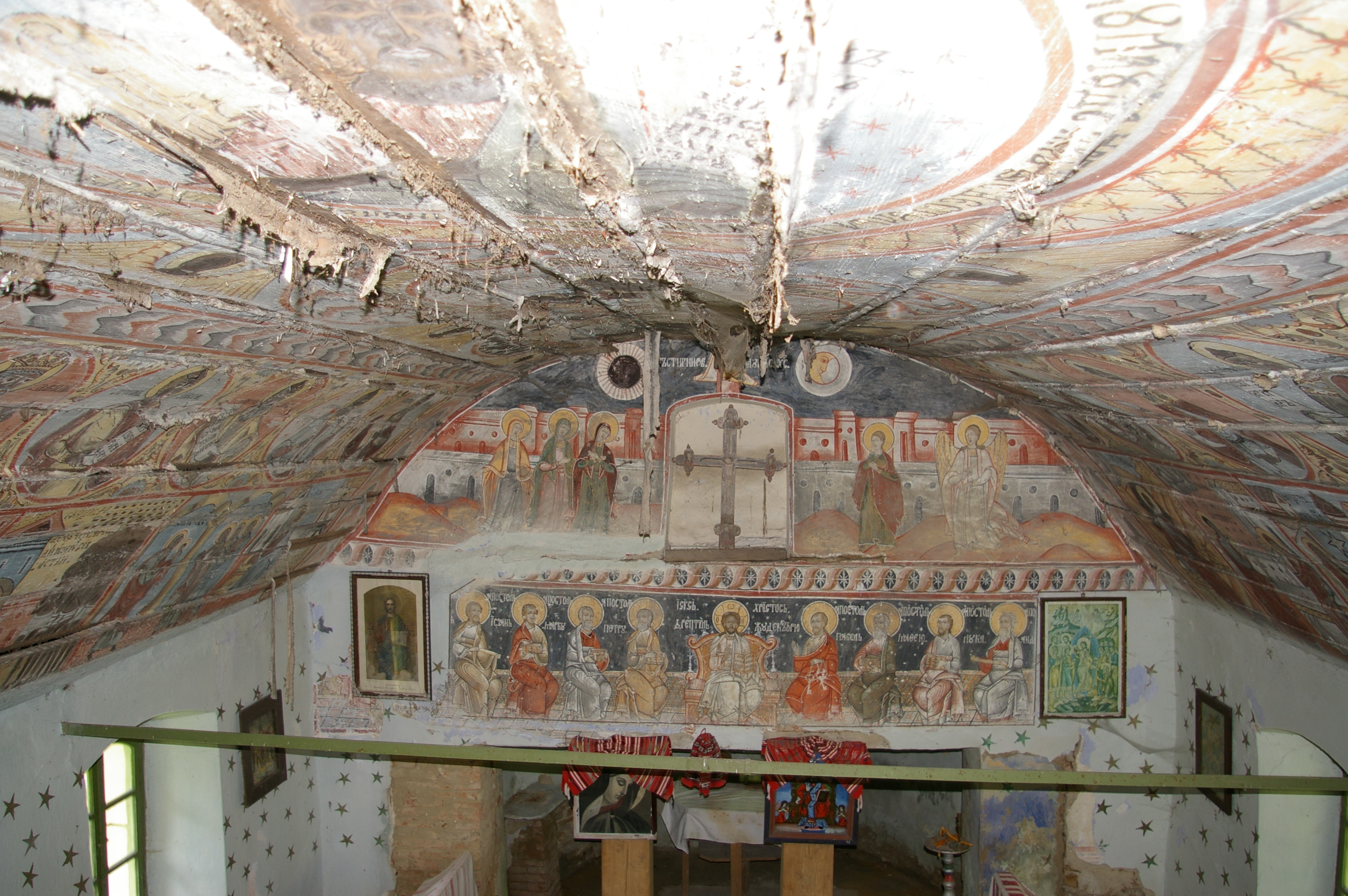
Pictura pe pânză maruflată de pe boltă afectată de starea precară a acoperişului

Biserica „Sfântul Nicolae” din Gherdeal, comuna Bruiu, județul Sibiu, datează din anul 1795. Figurează pe lista monumentelor istorice sub codul LMI:  SB-II-m-B-21016.

## Istoric
Gherdealul este situat la 10 kilometri de gara Olteț (în germană Besembav) și este așezat între dealuri acoperite de păduri. Istoricul acestui sat este în strânsă legătură cu al Cârței de pe Valea Oltului. Moșia a fost la început a călugărilor cistercieni care aveau o biserică mare la Cârța, iar după risipirea acestora a trecut în stăpânirea Universității săsești din Sibiu ca făcând parte din corpul moșiei Cârța. Băștinașii după grai și nume par a fi originari din Cârța. Mai pe urmă, prin încuscriri ori atrași de bunurile existente aici, s-au mai așezat și câteva familii din Bruiu. Familiile comune Bruiului și Gherdealului sunt: Schenker, Monch, Brantsch, Schuster, Konerth. Primul nume al comunei a fost Sf.Gertruda care cu timpul s-a transformat în Gherdeal. După ocupație, locuitorii sunt agricultori și printre ei câțiva meseriași.
Românii au venit la început ca păstori la vitele sașilor. Pe urmă, prin muncă cinstită, au prins rădăcini aici, cumpărând locuri de casă și pământ arabil. Au ajuns la un moment dat (al scrierii monografiei-an 1926) să numere a treia parte a locuitorilor satului. După naționalitate locuitorii se împărțeau în români, sași și țigani iar după religie în ortodocși și evanghelici-lutherani. Fiecare confesiune are biserica ei. 
Biserica lutherană a fost zidită între anii 1851-1858 pe ruinele bisericii vechi romano-catolice ridicată la 1612. La biserica sașilor sub altar e săpată o fântână. Biserica servise în timp ca și cetate de apărare și folosea fântâna pentru a astâmpăra  setea asediaților. În prezent este părăsită.
Biserica românească a fost ridicată în 1795. A fost pictată în 1890 de un zugrav din această comună care a locuit la București și care întorcându-se în satul său, din dragostea care o avea pentru locurile natale, a zugrăvit și pictat biserica pe cheltuiala sa. În 1926 a fost reparată din nou sub conducerea preotului Nicolae Gherghel. În prezent în satul Gherdeal mai trăiesc doar șapte persoane, în condiții vitrege. În biserică nu se mai poate sluji din cauza stării avansate de degradare. Turnul (din piatră) este înclinat și se poate prăbuși oricând. O altă urgență ar fi repararea acoperișului din țiglă măruntă, în mare parte spartă, pentru a conserva măcar minimal extraordinara pictură de pe tâmplă și pictura pe pânză maruflată de pe bolta naosului, care este cea mai afectată de umezeală. De la momentul realizării pozelor situația s-a înrăutățit considerabil.

## Galerie de imagini

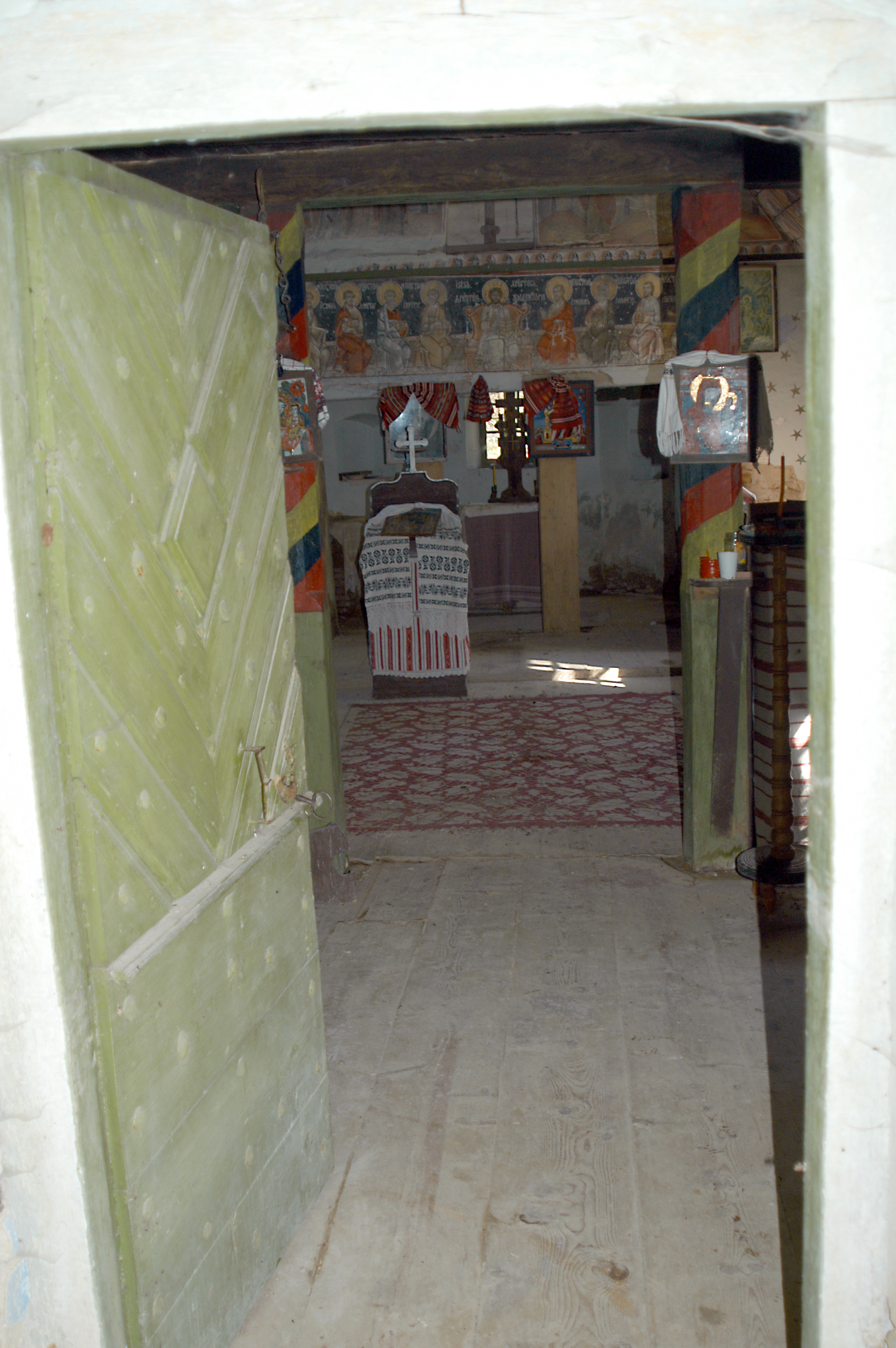
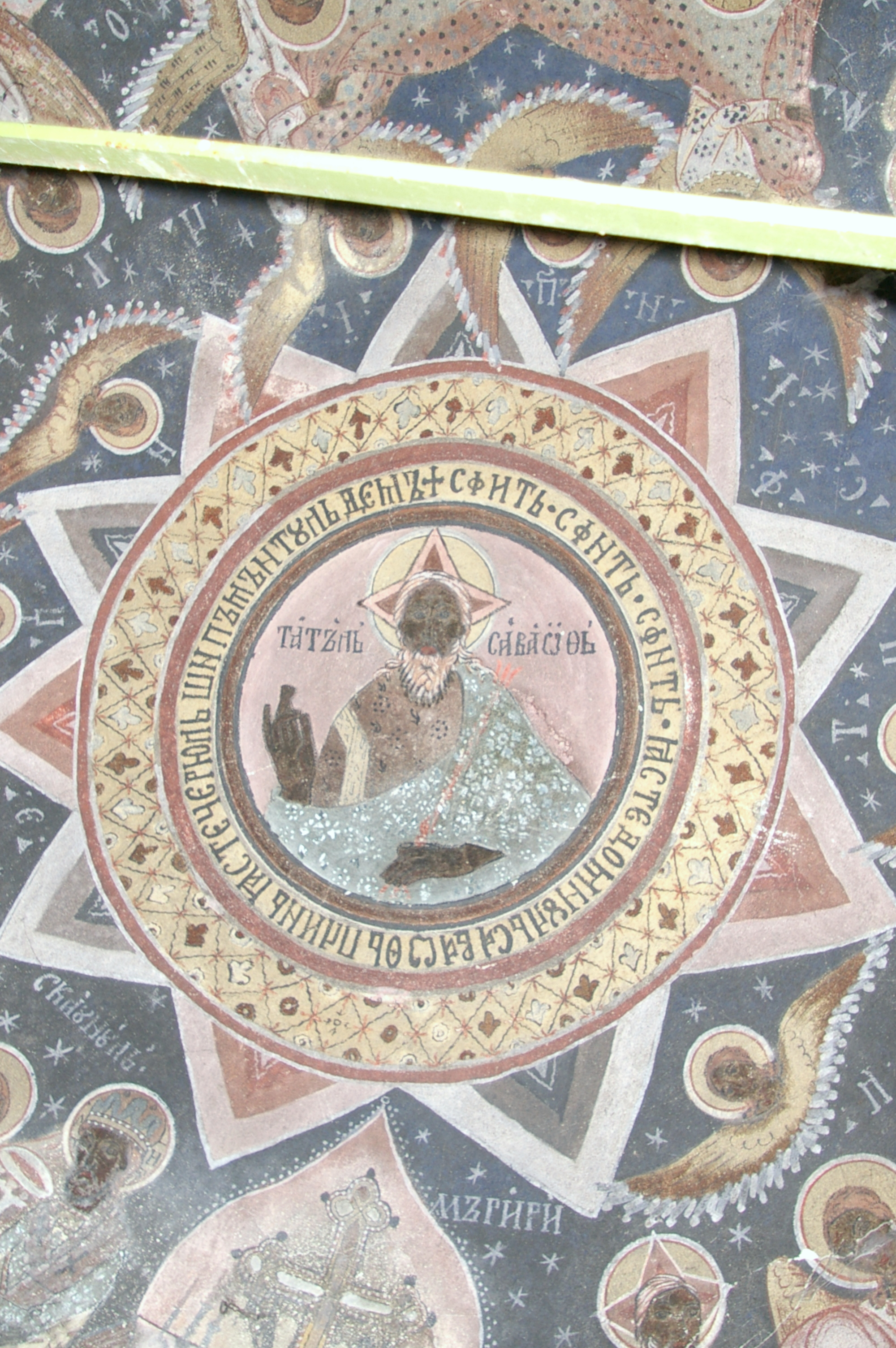
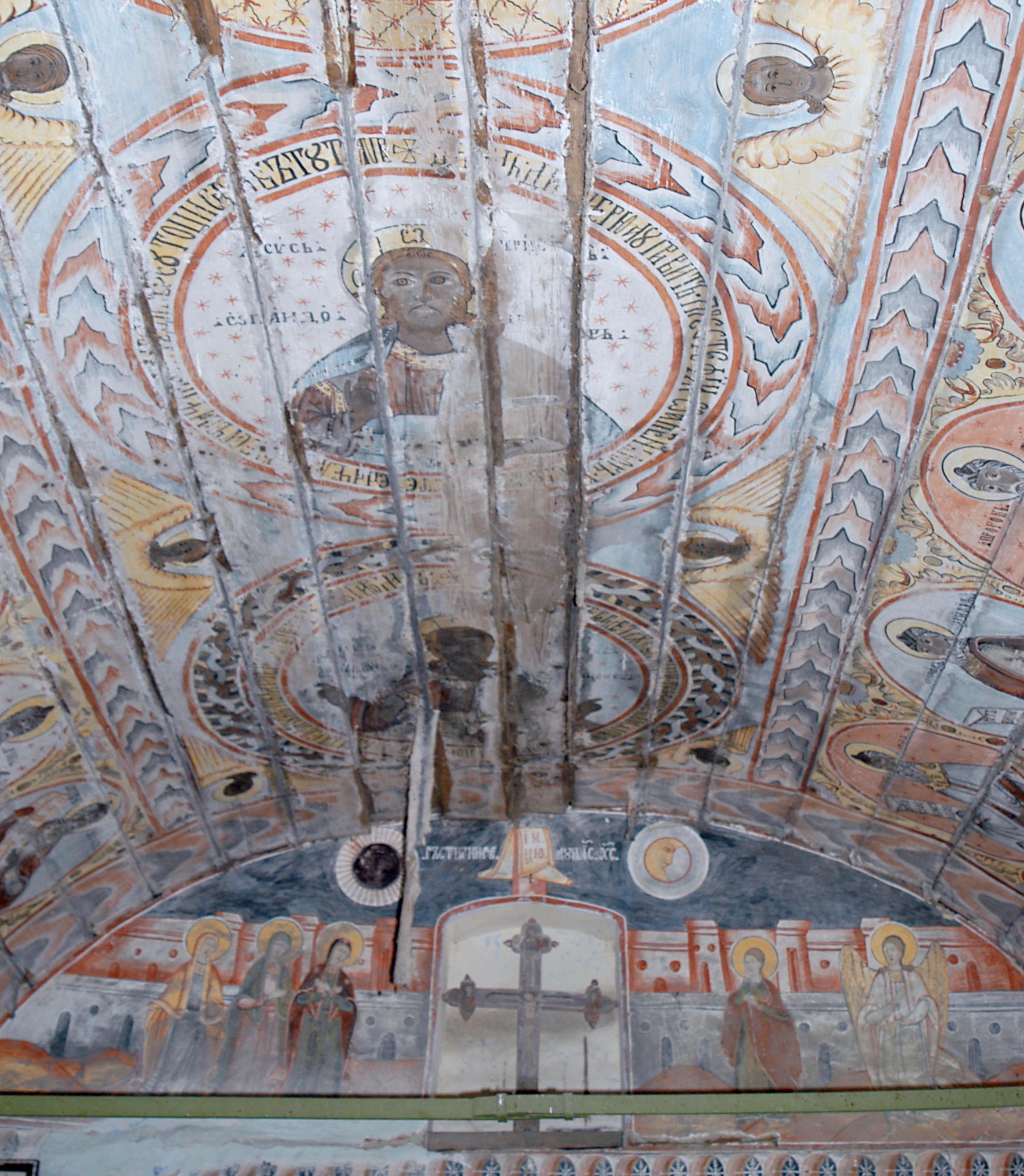
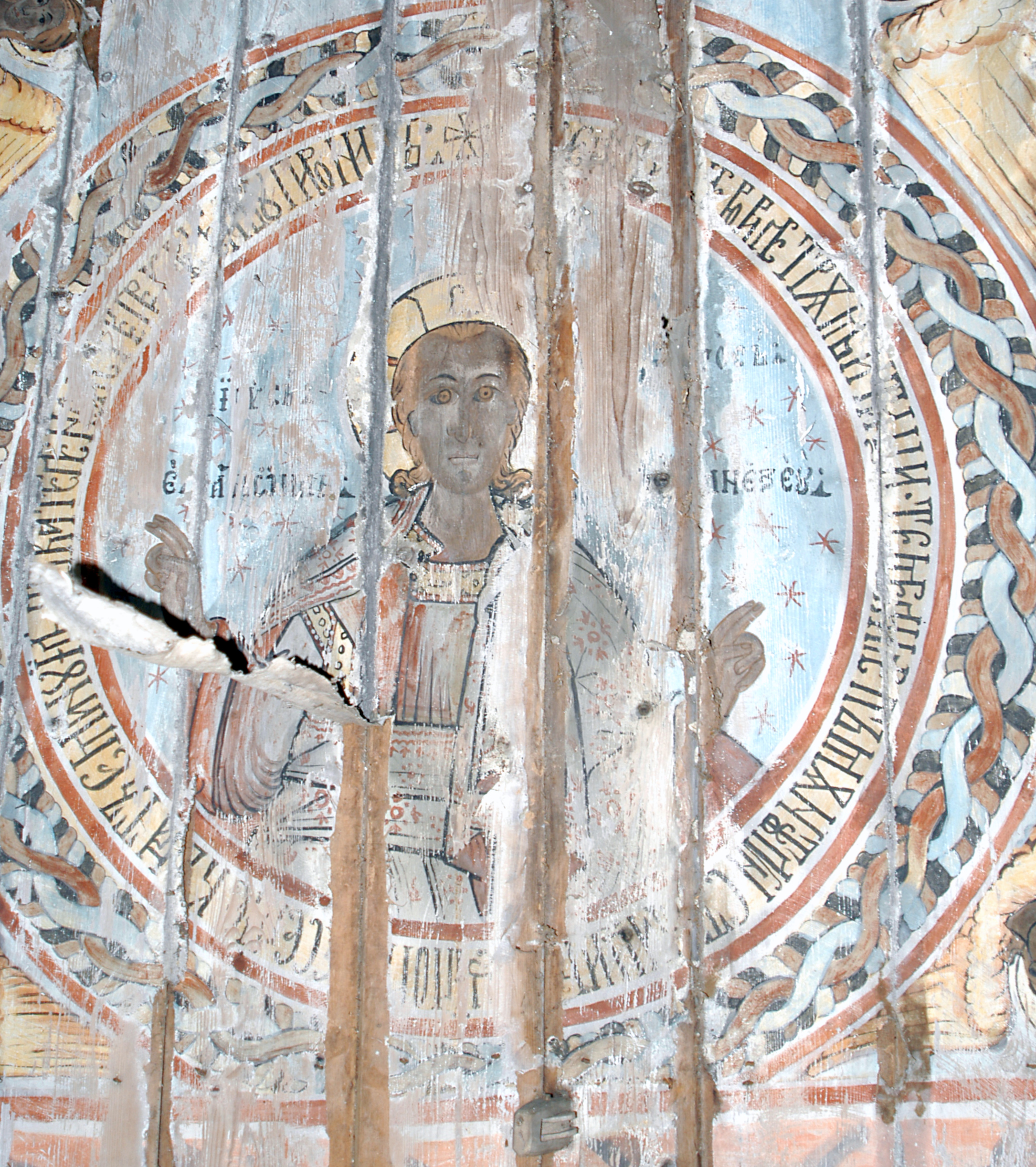
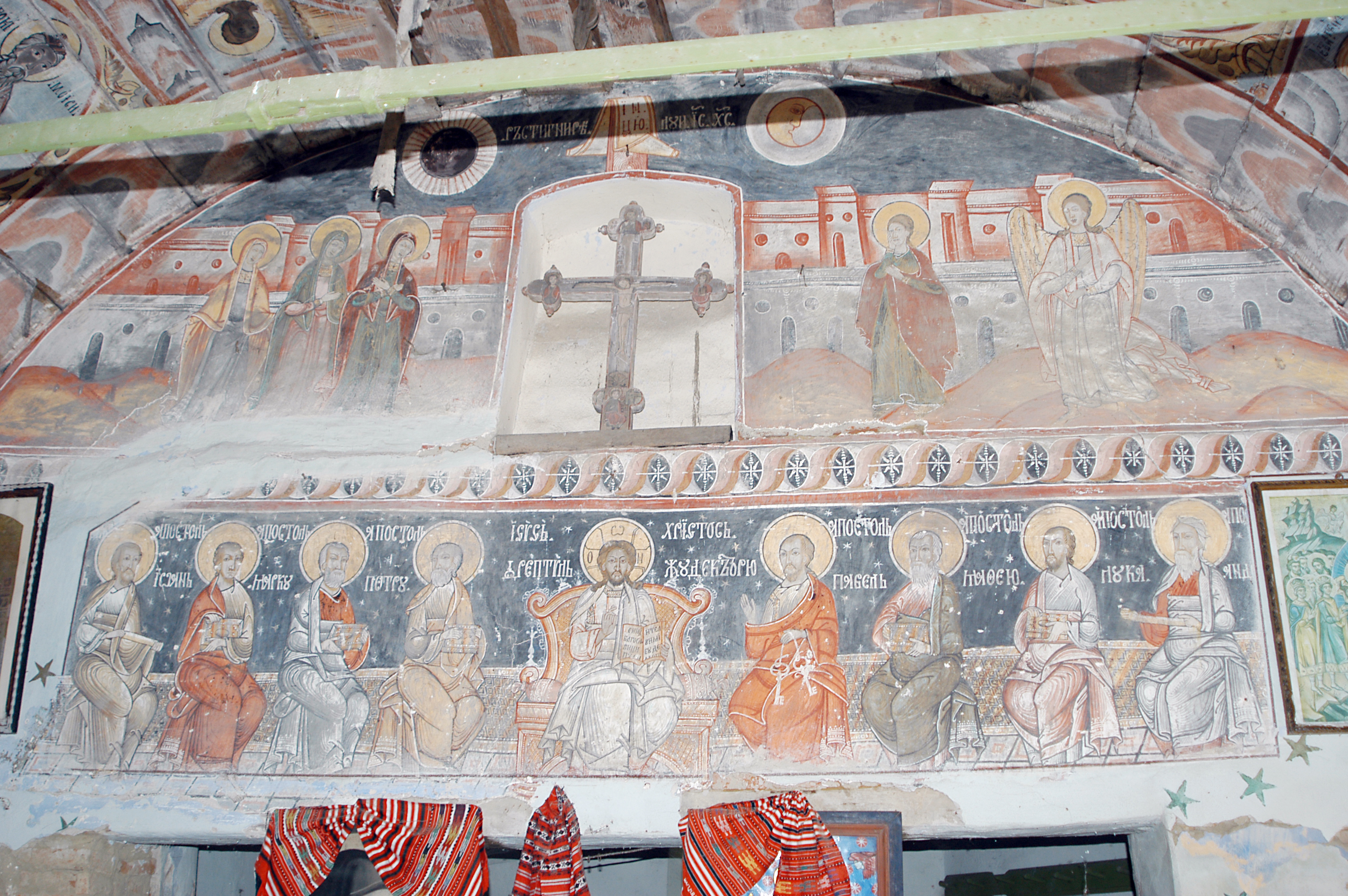
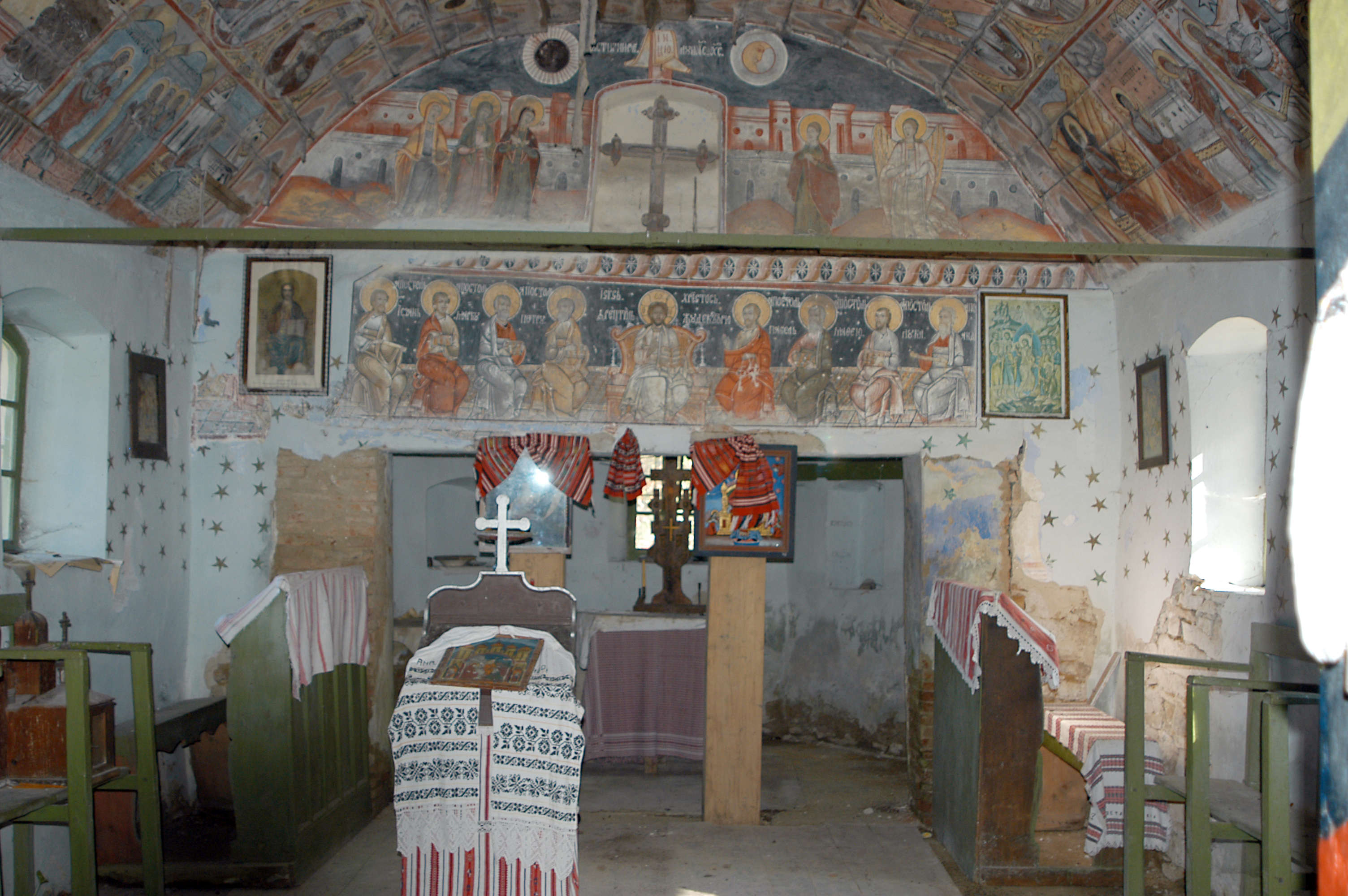
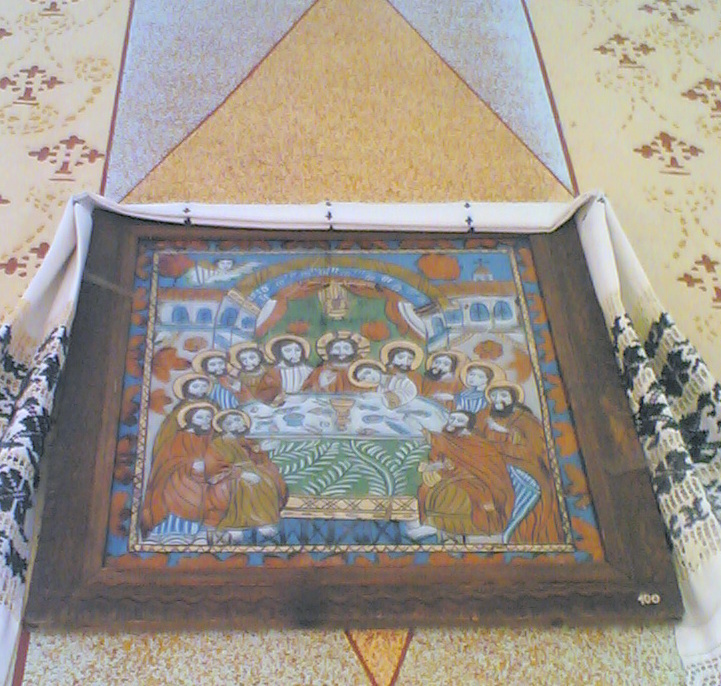